# Pseudocatolaccus arcuatus
Pseudocatolaccus arcuatus is een vliesvleugelig insect uit de familie Pteromalidae. De wetenschappelijke naam is voor het eerst geldig gepubliceerd in 1979 door Dzhanokmen.